# Kenji Kikawada
Kenji Kikawada (Saitama, 28 oktober 1974) is een voormalig Japans voetballer.

## Carrière
Kenji Kikawada speelde tussen 1997 en 2003 voor Consadole Sapporo en Kawasaki Frontale.